# Linterna Coleman

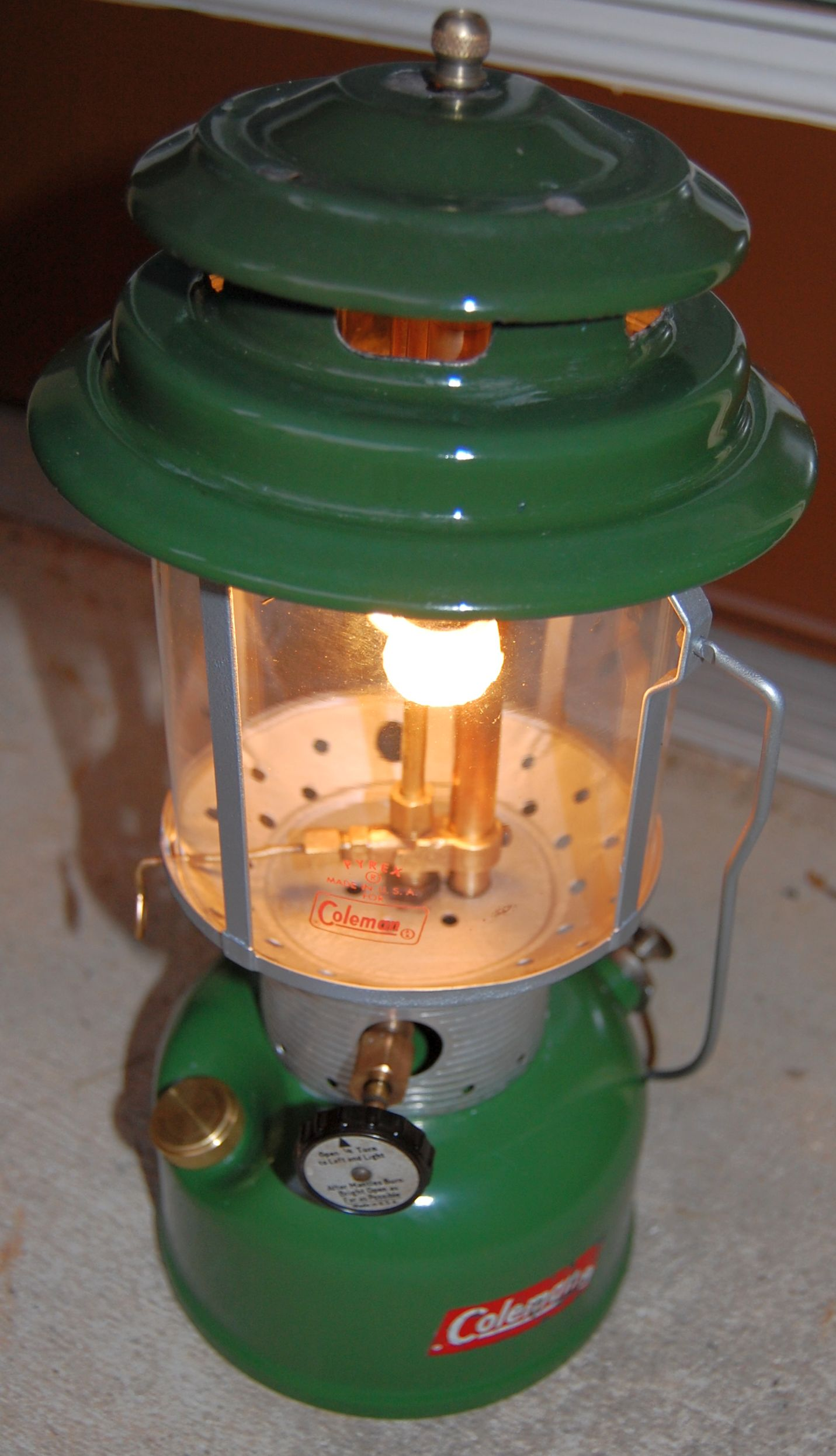
Una lámpara Coleman modelo 220F

La linterna de Coleman es un tipo de lámparas de la presión creadas por la empresa Coleman Company en 1914 que usaban como combustible querosene o gasolina. Los modelos actuales usan queroseno, gasolina, combustible Coleman (gas blanco) o propano y usan uno o dos camisas para producir una intensa luz blanca. Durante toda su historia se han vendido más de 50 millones de linternas de este tipo en todo el mundo.

## Historia
En 1900, William Coffin Coleman vendía lámparas de gasolina de alta presión. Estas lámparas, especialmente la lámpara de arco colgante No. 6 'The Efficient', fueron fabricadas por Irby & Gilliland en Memphis, Tennessee. Sin embargo, las malas ventas lo llevaron a adquirir la patente de la lámpara y rediseñarla. Comenzó a producir la lámpara en 1903, y en 1914 introdujo la linterna de Coleman, un diseño que incorporaba varias mejoras, tales como la pantalla de insectos y la base plana.
Los modelos de doble-camisa 220 y 228 fueron los más vendidos y estuvieron en producción desde 1927 hasta 1979.